# Koreasat 7
Koreasat 7 — геостационарный спутник связи, принадлежащий корейской телекоммуникационной компании KT Corporation. Предназначен для предоставления полного спектра телекоммуникационных услуг (голосовая связь, теле- и радиовещание, интернет) для потребителей Южной Кореи, Филиппин, Индокитая, Индии и Индонезии.
Построен на базе космической платформы Spacebus-4000B2 французской компанией Thales Alenia Space, контракт с которой подписан в мае 2014 года. Стартовая масса спутника составляет 3680 кг, потребляемая мощность — 7 кВт. Ожидаемый срок службы спутника — более 15 лет. Спутник оборудован наибольшими выполненными способом 3D-печати деталями, когда-либо созданными европейскими компаниями. Это алюминиевые антенны для приёма-передачи телеметрии, размером 45 × 40 × 21 см. Использование данного способа производства деталей позволило снизить их вес на 22 %, время производства — на 2 месяца, а стоимость — на 30 %. В качестве полезной нагрузки на аппарат установлены 24 транспондера по 54 МГц и 6 транспондеров по 27 МГц Ku-диапазона, а также 3 транспондера по 255 МГц Ka-диапазона.
Будет располагаться на орбитальной позиции 116° восточной долготы.
Спутник Koreasat 7 запущен в паре со бразильским спутником SGDC, с помощью ракеты-носителя Ариан-5 ECA со стартового комплекса ELA-3 космодрома Куру во Французской Гвиане, контракт с оператором Arianespace подписан в сентябре 2014 года. 
Изначально запуск намечался на 21 марта 2017 года, но был отложен из-за массовых забастовок во Французской Гвиане. Запуск осуществлен 4 мая 2017 года в 21:50 UTC.